# Sinclair ZX81
Der Sinclair ZX81 ist ein auf dem Z80-Mikroprozessor basierender Heimcomputer des britischen Herstellers Sinclair Research Ltd. Die Zahl in der Modellbezeichnung bezieht sich auf das Jahr des Verkaufsstarts am 5. März 1981.
Der Einplatinencomputer ist eine Weiterentwicklung des Sinclair ZX80. Er wurde von vornherein als Massenware für Einsteiger konzipiert und als günstiger Lerncomputer beworben. Ursprünglich nur im britischen Versandhandel erhältlich, kam er dort Ende 1981 ebenfalls in den Einzelhandel. Etwa zur selben Zeit begannen auch die Verkäufe in Kontinentaleuropa, Nordamerika und Japan. Innerhalb kürzester Zeit wurden weltweit große Mengen – auch des von Sinclair mittlerweile auf den Markt gebrachten Zubehörs – abgesetzt. Wegen der schlechten Verarbeitung und fehlerhafter Systemsoftware der ersten Produktionsserien wurde anfänglich nahezu jedes vierte Gerät reklamiert, was der weiteren starken Nachfrage jedoch keinen Abbruch tat. Innerhalb von zwei Jahren nach Produktionsbeginn konnten weltweit etwa 1,5 Millionen Computer abgesetzt werden.
Im Zuge des großen Erfolgs wurden sowohl legale als auch nicht autorisierte Nachbauten hergestellt. Der von Timex Corporation in Lizenz für den nordamerikanischen Markt produzierte Timex Sinclair 1000 (kurz TS1000) konnte weitere große Marktanteile insbesondere in den Vereinigten Staaten von Amerika gewinnen, dem später erschienenen Timex Sinclair 1500 (kurz TS1500) war dagegen kein Erfolg beschieden. Die meisten der nicht lizenzierten Produkte erschienen in Südamerika und Asien. Alle Nachbauten mit eingerechnet, wurden bis Produktionsende 1984 weltweit insgesamt etwa zwei Millionen Geräte abgesetzt. Der ZX81 ebnete nach dem ZX80 damit endgültig den Weg für das Zeitalter des Computers als Massenware.

## Geschichte
Der erste unter Federführung von Clive Sinclair und seinem Unternehmen Science of Cambridge für den englischen Markt entwickelte Computer, der gehäuselose Einplatinencomputer MK 14 mit Leuchtdioden-Siebensegmentanzeige, wurde ab Juni 1978 in Großbritannien als Versandware angeboten. Die mit geschätzten 15.000 Stück innerhalb nur kurzer Zeit erreichten hohen Verkaufszahlen ermöglichten weitergehende Entwicklungsaktivitäten. Diese mündeten schließlich in der Herstellung eines preiswerten Kompaktgerätes mit der Bezeichnung ZX80. Der ausschließlich auf Kostenminimierung bei Material und Herstellung ausgelegte, dennoch profitable Computer wurde ab Januar 1980 für 99,95 £ als erstes Gerät unterhalb der vermarktungspsychologisch bedeutsamen Grenze von 100 £ in Großbritannien zum Verkauf angeboten. Mit etwa 100.000 innerhalb von 18 Monaten verkauften Exemplaren entwickelte sich der ZX80 rasch zu einem Verkaufserfolg. Noch vor dessen Markteintritt wurde ab September 1979 bereits an einem Nachfolgemodell, dem ZX81, gearbeitet.

### Entwicklung und Prototypen

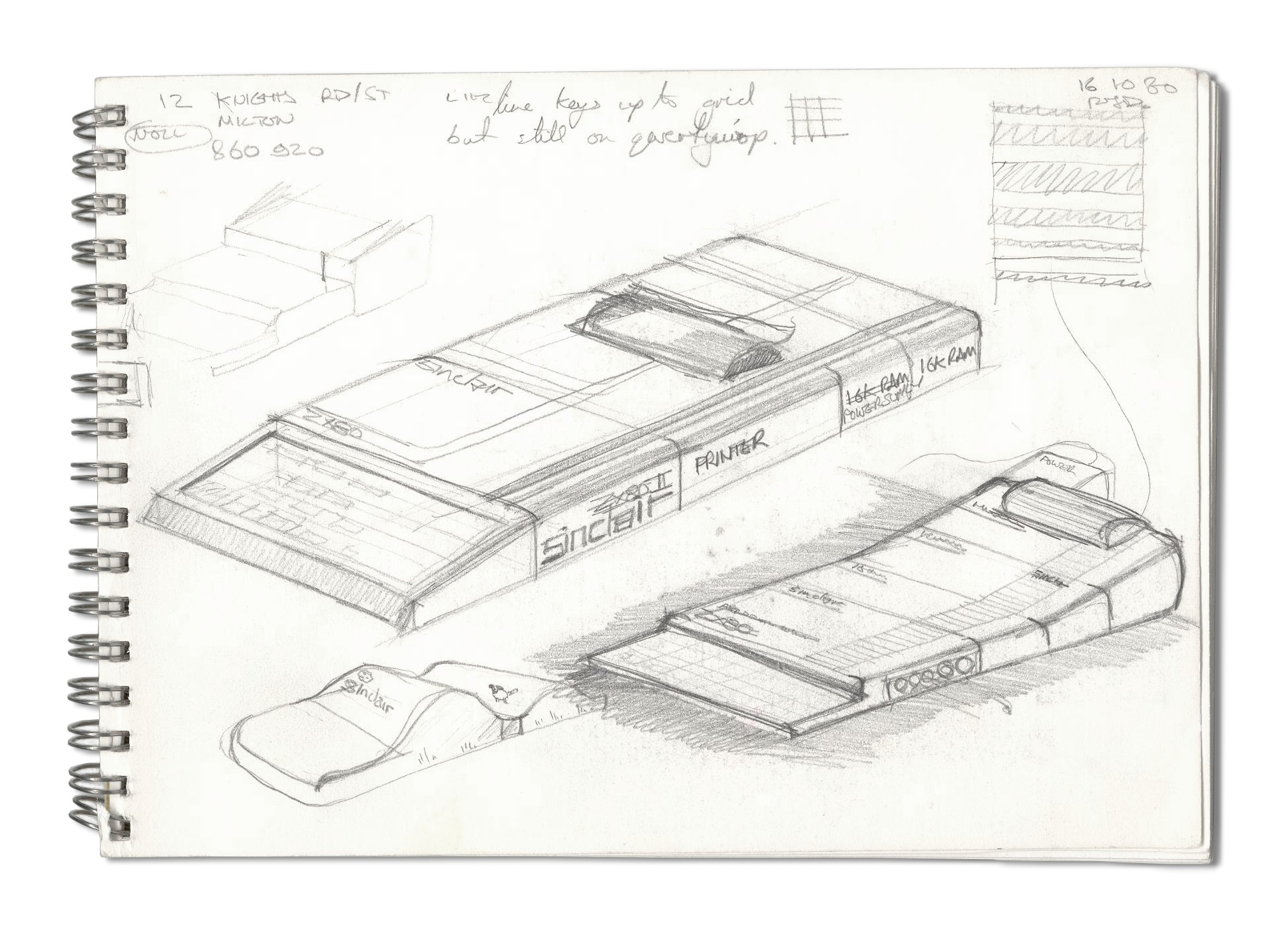
Konzeptstudie des Gestalters Rick Dickinson für das Gehäuse des ZX81 mit angesteckten Erweiterungsmodulen

Das zu entwickelnde Gerät sollte noch leistungsfähiger als der ZX80 bei gleichzeitig niedrigerem Verkaufspreis sein. Die erfolgreiche Systemarchitektur des ZX80 wurde übernommen und in neueste Technik zur weiteren Senkung der Material- und Herstellungskosten investiert.

#### Kostenminimierung durch ULA-Spezialbaustein
Von den im ZX80 verbauten kostenintensiven Bauteilen konnten mit Hilfe der noch jungen ULA-Technologie durch das Unternehmen Ferranti Limited die Funktionen von insgesamt 18 integrierten Schaltkreisen auf einem einzigen Spezialbaustein nachgebildet werden. Die damit verbundenen Entwicklungs- und Herstellungskosten relativierten sich bei den von Sinclair angepeilten Stückzahlen rasch und führten in der Summe zur gewünschten Kostenreduktion. Der weiterentwickelte, mit maximal fünf elektronischen Schaltkreisen bestückte Computer konnte daraufhin zu einem Preis von knapp unter 70 £ dennoch profitabel angeboten werden. Daneben erlaubte das Ausschöpfen weiterer zur Verfügung stehender Kapazitäten des Spezialbausteins die Beseitigung technischer Probleme des ZX80. So ermöglichte ein neu implementierter Betriebsmodus die Eliminierung des störenden Bildschirmflackerns.

#### Verbesserung des Sinclair-BASIC
Neben einer Reduktion des Bauteileumfangs sollte gleichzeitig die Bedienbarkeit verbessert und die Leistungsfähigkeit der auch im ZX80 bereits enthaltenen, leicht zu erlernenden Programmiersprache Sinclair-BASIC gesteigert werden. Die dafür verantwortlich zeichnende Nine Tiles Networks Ltd. integrierte daraufhin Gleitkommaroutinen, erweiterte den Befehlsumfang und die Fehlerbehandlung des BASIC-Interpreters, verbesserte die Editieroptionen und behob zahlreiche bekannte Probleme in der Systemsoftware des ZX80. Dem selbstgestellten Anspruch, mit dem ZX81 in die Riege der vollwertigen Computer-Hersteller aufzusteigen, sollte im November 1980 auch nach außen hin durch eine Umbenennung des Unternehmens in Sinclair Computers demonstrativ Rechnung getragen werden.

#### W. H. Smith und BBC
Während der Entwicklungsphase des ZX81 sondierte Sinclair Computers weitere Vermarktungsoptionen, um das Image des reinen Versandhändlers ablegen zu können. Davon sollte die britische Bücherkette W. H. Smith & Son profitieren. Zur Ankurbelung ihrer stagnierenden Geschäfte hatte sie kurz zuvor ein Programm zur Heranführung der Bevölkerung an die Computertechnik aufgelegt. Die dazugehörige neue Wissensabteilung „Computer Know-How“ sollte durch einen gleichzeitig direkt vor Ort käuflich erwerbbaren Computer überzeugender wirken und mehr Interessenten anziehen. Der ZX80 passte aufgrund seiner einfachen Bedienbarkeit und seines geringen Preises ausgezeichnet in dieses Konzept. Die bereits erzielten hohen Verkaufszahlen und damit die große Bekanntheit des Rechners versprachen zudem auch profitable Margen für W. H. Smith & Son. Entsprechende Vertriebsanfragen für den ZX80 an Sinclair folgten. Sinclair setzte daraufhin W. H. Smith & Son von der Neuentwicklung in Kenntnis und empfahl stattdessen, den neuen ZX81 zu vermarkten. Die Verantwortlichen von W. H. Smith & Son willigten ein, allerdings unter der Bedingung, sich zuvor an einem Prototyp von den versprochenen Qualitäten überzeugen zu können.
Als bekannt wurde, dass der britische Fernsehsender BBC für seine geplante neue Sendungsreihe über Heimcomputer ein entsprechendes Gerät auch zum späteren Vertrieb suchte, entwickelte Sinclair Computers auch in diesem Umfeld rege Vermarktungsbemühungen. Eilends wurde Ende 1980 ein erster vorführbarer Prototyp – noch ohne Gehäuse – eigens zur Vorstellung im Dezember 1980 bei der BBC gefertigt. Jedoch folgte man bei der BBC nicht Sinclairs Philosophie eines ausschließlich auf günstigen Anschaffungspreis ausgelegten Massenproduktes. Stattdessen setzte man bei BBC auf vollwertige Technik, Verlässlichkeit, Benutzerfreundlichkeit und leichte Erweiterbarkeit. Damit ging der Zuschlag an das Konkurrenzunternehmen Acorn, die ihren hochwertigeren BBC Micro im Januar 1982 einführte.
Während der Verhandlungen mit der BBC wurde von Nine Tiles Networks Ltd. an der Erweiterung der Systemsoftware zur Ansteuerung eines ebenfalls zu entwickelnden Elektro-Erosionsdruckers gearbeitet. Durch die späte Entscheidung von Sinclair zugunsten des Druckers und den damit verursachten Zeitdruck konnte die Systemsoftware des ZX81 nicht ausführlich getestet werden, wodurch einige Fehler unentdeckt blieben.

#### Überführung in die Produktion
Ende 1980 begann die Überführung des Prototyps zur Serienreife und die Erstellung der auszuliefernden Dokumentation. Nach dem Abschluss der Revisionen von Hard- und Software und den damit feststehenden Abmessungen des Innenlebens ersetzten die Sinclair-Ingenieure im letzten Entwicklungsabschnitt das zu Beschädigungen neigende Gehäuse des ZX80. Das neue pultförmige und in Spritzgusstechnik gefertigte Chassis war kleiner, robuster und dem Zeitgeschmack besser angepasst. Ein Prototyp mit diesem neuen Gehäuse wurde daraufhin im Januar 1981 den Verantwortlichen von W. H. Smith & Son vorgeführt. Beeindruckt von den technischen und wirtschaftlichen Daten wurde man mit Sinclair Computers schnell handelseinig. Teil des Vertrags war dabei ein Exklusivverkaufsrecht des ZX81 für Ladengeschäfte durch W. H. Smith & Son. Beide Vertragspartner sahen damit ihre nahe Zukunft gesichert. Sinclair verstärkte daraufhin seine Forschungstätigkeiten unter anderem zum Nachfolgemodell ZX82 – dem späteren Sinclair ZX Spectrum – und änderte im März 1981 dazu passend seinen Namen in Sinclair Research.
Die Herstellung des ZX81 übernahm wie bei großen Teilen des ZX80 auch die bis dahin kriselnde schottische Zweigstelle des US-amerikanischen Uhrenherstellers Timex Corporation in Dundee.

### Vermarktung

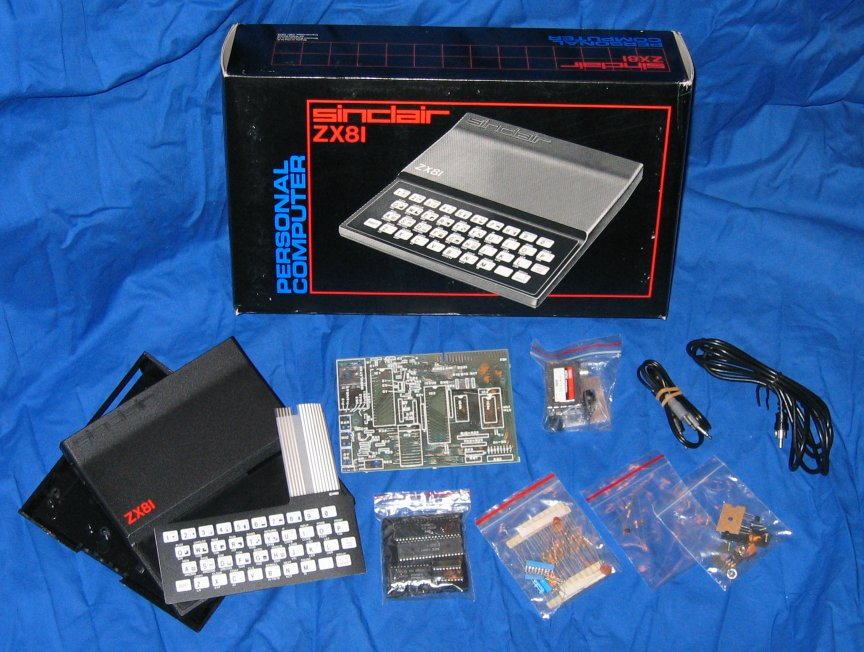
Der ZX81 als Bausatz (Anleitungsmaterial und Netzteil nicht gezeigt)

Der offizielle Verkaufsstart des ZX81 erfolgte in Großbritannien am 5. März 1981, zunächst – wie bei allen vorherigen Sinclair-Geräten auch – ausschließlich als Versandware. Der Markteintritt wurde durch aggressive und allgegenwärtige Werbeoffensiven begleitet, die großteils auf die Person des Clive Sinclair zugeschnitten waren und ihn als genialen Heilsbringer der Computertechnologie ins rechte Licht zu setzen suchten. Beinahe täglich erscheinende großformatige Anzeigen in bekannten Zeitungen und Zeitschriften priesen gebetsmühlenartig Sinclairs Produkte als essentiellen und unverzichtbaren Bestandteil des neuen Computerzeitalters an. Technikinteressierten und der künftigen Generation, den Kindern und Heranwachsenden, wurde dabei ein schneller und leichter Einstieg in die zukunftsträchtige Computerwelt zu einem „unvergleichlich günstigen Preis“ von 69,95 £ versprochen. Ein Argument, das angesichts der teilweise um ein Vielfaches teureren Konkurrenzprodukte Acorn Atom (Bausatz ab etwa 120 £), Apple II (ab etwa 549 £), Atari 400 (ab etwa 295 £), Commodore VIC-20 (ab etwa 160 £) und TRS-80 (Model III ab etwa 559 £) bei vielen Hobbyisten und um die Zukunft ihrer Kinder besorgten Eltern seine Wirkung nicht verfehlte.

#### Lieferschwierigkeiten
Die von der massiven Werbung entfachte, unerwartet große Nachfrage führte alsbald zu Lieferengpässen – Besteller mussten bis zu neun Wochen auf ihre Geräte warten. Hinzu kam eine Vielzahl an Reklamationen durch fehlerhafte Geräte, deren kostenminimierte Bestandteile der Dauerbelastung im Alltag oftmals nicht standhielten. Insbesondere die in den Geräten verbaute Spannungsstabilisierung und das externe Netzteil erwiesen sich als unterdimensioniert und sehr fehleranfällig.  Hinzu kamen Probleme mit der Systemsoftware, die zwar einen generellen Betrieb des Computers erlaubten, ambitioniertere Projekte durch fehlerhafte Fließkommaroutinen jedoch unnötig verkomplizierten. Diese Probleme in Verbindung mit einem völlig überforderten Kundendienst taten der ungebremsten Nachfrage aber keinen Abbruch, im Gegenteil – ein Ende der Verkaufszuwächse war nicht abzusehen.

#### Erschließung des Bildungssektors
Zwischenzeitlich wandte sich Sinclair Computers auch der prestigeträchtigen Versorgung von Bildungseinrichtungen zu. Ein bereits bestehendes Regierungsprogramm zur Förderung des Computereinsatzes in Schulen subventionierte zum Unmut von Sinclair lediglich Konkurrenzmodelle, darunter solche von Acorn. Die kaum verwundene Niederlage bei der BBC, aber auch den großflächigen Werbeeffekt und Imagezuwachs im Auge, initiierte daraufhin Sinclair ein eigenes Verkaufsprogramm für Schulen mit einem generellen Preisnachlass auf alle Geräte der ZX81-Reihe. Ein aus ZX81 und Speichererweiterung bestehendes Komplettpaket (später auch mit Drucker) wurde daraufhin für 60 £ (beziehungsweise 90 £) angeboten – 40 Prozent billiger als der preisgünstigste geförderte Computer des Regierungsprogramms. Daraufhin nahmen 2300 Schulen das Angebot wahr und ab Mitte 1981 wurde der ZX81 nach Angaben Sinclairs der in britischen Schulen meistverwendete Computer.

#### Exklusivverkauf durch die Buchhandelskette W. H. Smith
Durch im Produktionsbetrieb vorgenommene Optimierungen hatte Timex Corporation währenddessen die Herstellungsabläufe wesentlich gestrafft. Damit konnten die langen Wartezeiten von anfänglich mehr als zwei Monaten auf die in den Werbeanzeigen versprochenen drei Wochen verkürzt werden. Mit den nun ausreichend produzierbaren Geräten erhielt ab September 1981 auch W. H. Smith & Son die zugesagten Kontingente für seine Filialen. Durch die hohe Gewinnmarge von 40 Prozent des Verkaufspreises und weitere mit dem ZX81 verbundene Nebeneinkünfte konnte die Bücherkette im Laufe des ersten Verkaufsjahres die erhofften deutlichen Gewinne erwirtschaften. Daneben etablierten die im selben Zeitraum von W. H. Smith & Son erzielten Absätze von 350.000 Computern den ZX81 endgültig als dominierendes Gerät auf dem britischen Heimcomputermarkt, eine Entwicklung ganz im Sinne von Sinclair Research.

#### Internationaler Vertrieb
Neben der Versorgung von W. H. Smith & Son erlaubten die mittlerweile erweiterten Produktionskapazitäten auch den Export des Erfolgsgerätes. Ab Oktober erfolgten in Zusammenarbeit mit American Express erste Testverkäufe in den USA, dem damals größten Computerabsatzmarkt der Welt. Nach der erfolgreich verlaufenen Testphase startete ab November 1981 der reguläre Versandvertrieb des ZX81. Mit einem konkurrenzlos günstigen Preis von 149,95 $ für das Fertiggerät und 99,95 $ für den Bausatz schnellten die Verkaufszahlen innerhalb von Wochen mit etwa 15.000 monatlich abgesetzten Geräten in unerwartete Höhen. Damit entwickelte sich im Laufe des ersten Halbjahres 1982 die USA zum Hauptabsatzmarkt, in dem nach Einschätzung des Marktforschungsunternehmens The Yankee Group im Jahr 1982 150.000 Geräte vom Typ ZX80 und ZX81 abgesetzt werden konnten. Mit dem Erfolg im Rücken konnten zuvor weitere Vertriebsdienstleister auch für Kontinentaleuropa und Japan (Mitsui Exklusivvertrieb) gewonnen werden. In Westdeutschland kam der ZX81 daraufhin Ende 1981 für 398 DM in den Handel, zunächst ausschließlich als Versandware, wenig später auch im eigenen Ladengeschäft von Sinclair Deutschland in München. Nachdem der ZX81 unter anderem durch seine Dauerpräsenz auf Messen und Fachausstellungen schnell größere Popularität in Westdeutschland erlangt hatte, wurde ab Mitte 1982 der Vertrieb um Partner wie beispielsweise den bekannten Elektronikanbieter Vobis erweitert.
Ein Vertrieb in die Länder des Ostblocks war aufgrund des Coordinating-Committee-on-Multilateral-Export-Controls-Embargos untersagt. Diesem fielen auch anfänglich gutgehende zollfreie Verkäufe des ZX81 auf größeren britischen Flughäfen zum Opfer. Nach Ablauf der Exklusivfrist für W. H. Smith & Son wurden weitere bekannte britische Warenhausketten wie Boots, John Menzies und Currys in den Vertrieb miteinbezogen. Innerhalb von zwei Jahren nach Produktionsbeginn konnten so weltweit etwa 1,5 Millionen Computer abgesetzt werden. Dieser große Erfolg rief zwischenzeitlich auch zahlreiche Nachahmer – mit oder ohne Lizenz – auf den Plan.

### Autorisierte Nachbauten: Timex Sinclair 1000 und 1500

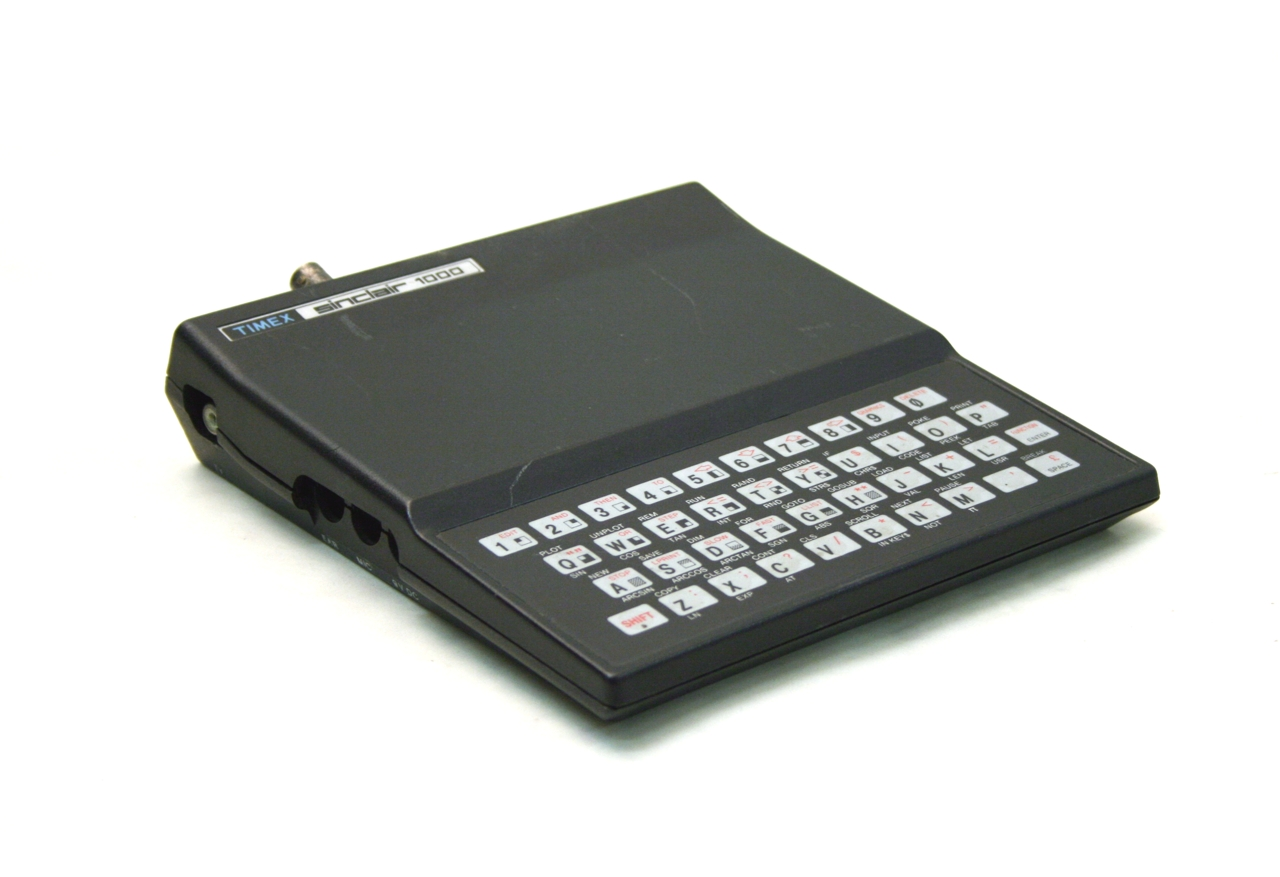
TS1000
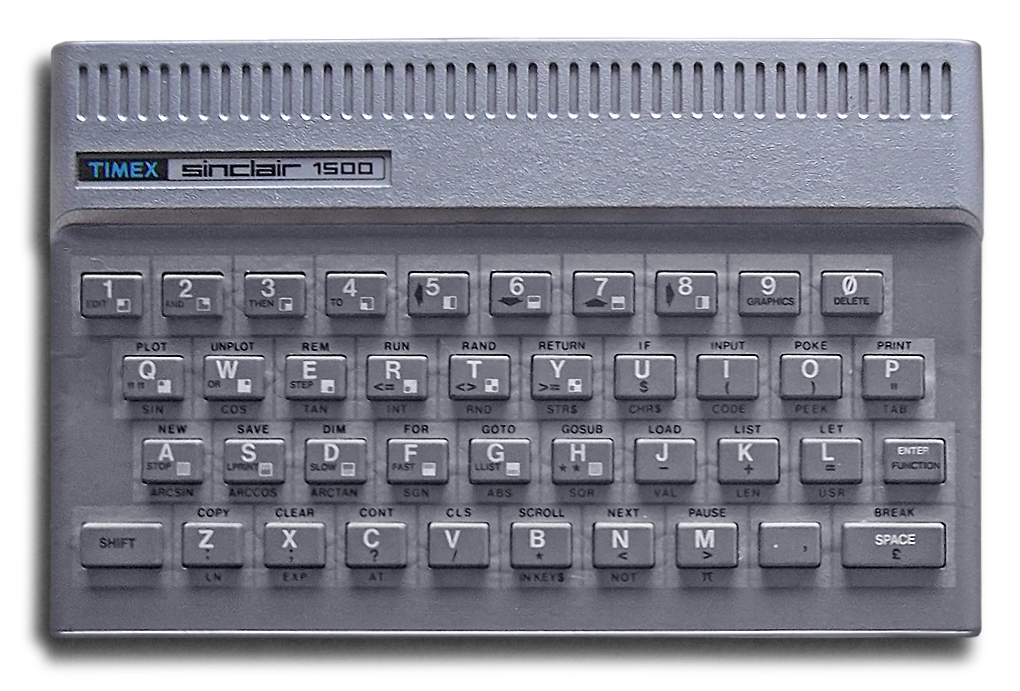
TS1500

Trotz gut gehender Geschäfte im US-Versandhandel verfügte Sinclair Research nicht über die nötigen Ressourcen zur Erschließung des nordamerikanischen Einzelhandelsmarktes. Als Kooperationspartner für den Ladenvertrieb des ZX81 bot sich das in den USA etablierte Unternehmen Timex Corporation, dessen Zweigstelle in Schottland den ZX81 herstellte, an. Das im Januar 1982 zwischen beiden vereinbarte Lizenzierungsmodell sah eine Gebühr in Höhe von fünf Prozent des Verkaufswertes für Sinclair Computers vor. Timex wurde im Gegenzug zugestanden, das von ihnen in Lizenz zu produzierende und auf die nordamerikanischen Bedürfnisse anzupassende Gerät unter einem eigenen Namen zu vertreiben. Das daraufhin um zusätzliche 1 KB RAM (1 KB = 1024 Byte) und ein Abschirmblech erweiterte, in einem der Timex-Werke nahe New York City hergestellte Gerät wurde fortan unter dem Namen Timex Sinclair 1000 (kurz TS1000) angeboten. Die Markteinführung in den etwa 70.000 interessierten US-amerikanischen Einzelhandelsgeschäften erfolgte ab Juli 1982. Mit einem Verkaufspreis von 99,95 $ wurden im zweiten Halbjahr 1982 bereits 550.000 Geräte abgesetzt und die Versandverkäufe des ZX81 vom ersten Halbjahr somit deutlich übertroffen. Der Gewinnanteil von Sinclair Research belief sich dabei auf etwa 1,2 Millionen Dollar.
Um die Zukunfsfähigkeit sicherzustellen, wurde 1983 der Timex Sinclair 1500 (kurz TS1500) – im Wesentlichen ein ZX81 mit 16 KB Arbeitsspeicher und verbesserter Tastatur in größerem Gehäuse – zur Serienreife gebracht. Bei dessen Markteintritt im August 1983 bot die US-amerikanische Konkurrenz bereits wesentlich leistungsfähigere Geräte wie den Commodore VIC 20 und den TI-99/4A ebenfalls zu sehr günstigen Preisen an. In diesem Umfeld gelang es mit dem technisch veralteten und als Lerncomputer vermarkteten TS1500 nicht, die mittlerweile eher an Unterhaltung und Geschäftscomputern interessierte amerikanische Kundschaft zu gewinnen. Die Verkäufe – das US-amerikanische Marktforschungsunternehmen The Yankee Group schätzte sie für das Jahr 1983 auf 125.000 Geräte, die des TS1000 im selben Jahr dagegen auf 545.000 – blieben weit hinter den hochgesteckten Erwartungen zurück, woraufhin seine Produktion im Februar 1984 eingestellt wurde.

### Nicht autorisierte Nachbauten

CP200
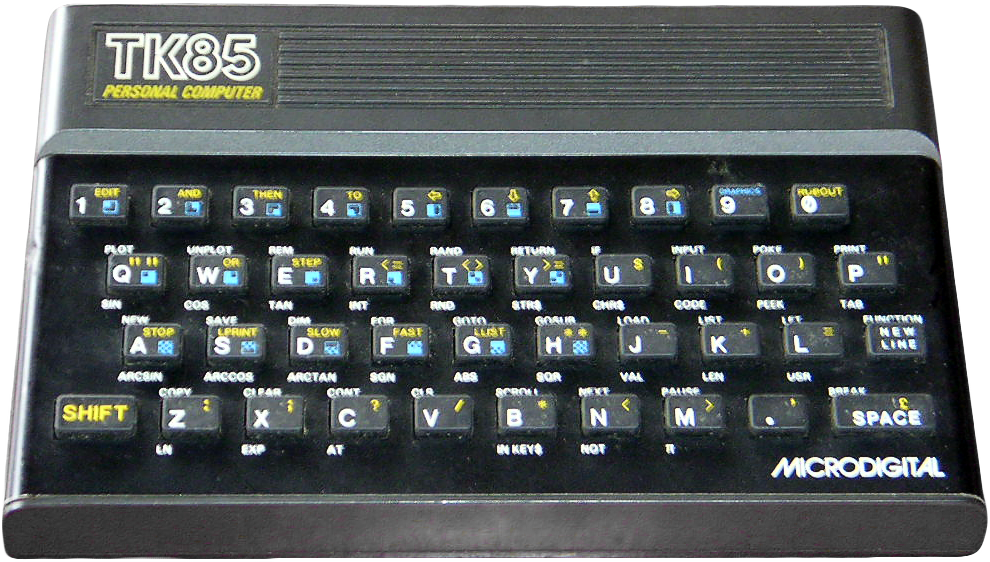
TK85

Neben den offiziellen Nachbauten von Timex war eine Vielzahl weiterer Geräte erhältlich, die dem ZX81 technisch und optisch sehr ähnlich waren. Häufig wurden von den Herstellern lediglich Kleinigkeiten an der Hardware geändert oder die Systemsoftware ersetzt, vielfach der ULA-Spezialbaustein durch elektronische Standardschaltkreise nachgebildet. Beispiele dafür sind die meisten in Südamerika entstandenen Klone, zu denen die in Brasilien in großen Stückzahlen verkauften TK82-C und TK85 von Microdigital Eletrônica zählen. Ein wegen Urheberrechtsverletzungen von Sinclair Research 1983 angestrengtes Gerichtsverfahren wurde durch ein brasilianisches Gericht zugunsten von Microdigital Eletrônica entschieden, wodurch dem brasilianischen Hersteller beträchtliche Nachzahlungen an Lizenzgebühren erspart blieben.
Teilweise wurden die dem ZX81 nachempfundenen und voll kompatiblen Geräte um zusätzliche Funktionalitäten erweitert. In diese Kategorie fällt der Lambda 8300 mit 16 KB RAM ab Werk, Tonausgabe, verbesserter Tastatur und einem Atari-2600-kompatiblen Joystickanschluss (D-Sub: zweireihig 9-polig). Daneben bot der Hersteller Lambda Electronics aus Hong Kong diverse Erweiterungen wie etwa Farb- und Speicheraufrüstungen an. Vom Lambda 8300 selbst wurden ebenfalls Klone gefertigt, die beispielsweise auch in Westdeutschland als Power 3000 ihre Abnehmer fanden.
| Klon            | Original       | Vermarktungsgebiet | Hersteller                                |
| --------------- | -------------- | ------------------ | ----------------------------------------- |
| CZ1000          | TS1000         | Argentinien        | Czerweny Electronica (Argentinien)        |
| CZ1500          | TS1500         | Argentinien        | Czerweny Electronica (Argentinien)        |
| CP200           | ZX81           | Brasilien          | Prológica (Brasilien)                     |
| NE-Z8000        | ZX81           | Brasilien          | Nova Eletrônica (Brasilien)               |
| Ringo R470      | ZX81           | Brasilien          | Ritas do Brasil (Brasilien)               |
| TK82-C          | ZX81           | Brasilien          | Microdigital Eletrônica Ltda. (Brasilien) |
| TK83            | ZX81           | Brasilien          | Microdigital Eletrônica Ltda. (Brasilien) |
| TK85            | TS1500         | Brasilien          | Microdigital Eletrônica Ltda. (Brasilien) |
| Polybrain P-118 | ZX81 + Zusätze | Neuseeland         | David Wells Ltd. (Neuseeland)             |
| Lambda 8300     | ZX81 + Zusätze | Großbritannien     | Lambda Electronics Ltd. (Hong Kong)       |
| Power 3000      | Lambda 8300    | Westdeutschland    | Creon Enterprises (Hong Kong)             |
| Basic 3000      | Lambda 8300    | Skandinavien       | unbekannt                                 |
| DEF 3000        | Lambda 8300    | Frankreich         | unbekannt                                 |

### Moderne Nachbauten
Die einfache und überschaubare Architektur des Systems ermöglicht den miniaturisierten Nachbau des ZX81 mit heutigen technischen Mitteln bei gleichzeitig überschaubarem Aufwand, obgleich die zugrundeliegende Systemsoftware nach wie vor Urheberrechtsbeschränkungen durch deren Entwickler Nine Tiles Networks Ltd. unterliegt. Eine solche moderne Realisierung erfolgte erstmals 1997 – wie bei anderen Heimcomputersystemen auch – als Implementierung auf einem programmierbaren Logikschaltkreis (FPGA) nebst Einbettungssystem. Die Nachbildungen mittels FPGA-Technologie waren aufgrund der geschützten Systemsoftware lediglich als technische Machbarkeitsstudien gedacht.

## Technische Details
Das Gehäuse des ZX81 enthält eine einzelne Platine mit der Rechen- und Speicherbaugruppe, den Peripherieanschlüssen, dem nach außen geführten Systembus für Erweiterungen, der Bildschirmausgabe an einem Fernseher und der Spannungsregelung für das externe Netzteil. Zu den elektronischen Hauptbestandteile zählen die zentrale Verarbeitungseinheit (Mikroprozessor Zilog Z80, engl. central processing unit), der Sinclair Logic Chip in ULA-Technologie und der Arbeits- (RAM) sowie Festwertspeicher (ROM). Zum Lieferumfang gehörten neben dem Computer ein Netzteil (9 Volt, Gleichspannung), das Antennenkabel, ein Kabel zum Verbinden mit einem Kassettenrekorder für die Datensicherung und die Bedienungsanleitung ZX81 BASIC Programming. Später lag den ausgelieferten Computern die 16-KB-Speichererweiterung von Sinclair bei. Ein Netzschalter ist nicht vorhanden, die Inbetriebnahme erfolgt durch Einstecken des Netzteils in die Steckdose. Beim Bausatz muss die Bestückung der Leiterplatte und die Endmontage aller Baugruppen durch den Anwender vorgenommen werden.

### Hauptprozessor
→ Platine eines ZX81
Die Systemarchitektur der ZX81-Computer basiert auf dem Z80-Mikroprozessor von Zilog beziehungsweise einer Lizenzversion von NEC in der mit 3,5 MHz getakteten Variante. Die Z80-CPU kann auf einen Adressraum von 65.536 Byte zugreifen, was die theoretisch mögliche Größe des Arbeitsspeichers auf 64 KB begrenzt.

### Sinclair Logic Chip (ULA)
→ Platine eines ZX81
Der in ULA-Technologie gefertigte Spezialbaustein, ein Vorläufer heutiger CPLD-Bauelemente, fasst die im Vorgängermodell ZX80 noch durch separate integrierte Schaltkreise realisierten Funktionen und ZX81-spezifische Zusätze zusammen. Dazu zählen große Teile der Bildschirmansteuerung, die Systemtakterzeugung, die Kassettenschnittstelle, eine rudimentäre Speicherverwaltung und die Schaltungslogik zur Tastaturabfrage. Der in älteren ZX81-Computern verwendete ULA2C184E wurde später durch das revisionierte Modell ULA2C210E ersetzt. Das verbesserte Bildsignal konnte damit auf allen damals erhältlichen Fernsehgeräten korrekt dargestellt werden. Die Ausgaben für die verschiedenen Fernsehnormen SECAM, NTSC und PAL wurden durch verschiedene, je nach Absatzmarkt vorgenommene feste Beschaltungen des ULA-Bausteins auf der Platine realisiert.

### Speicher und Speicheraufteilung
→ Platine eines ZX81
Der vom Hauptprozessor ansprechbare Adressraum segmentiert sich beim ZX81 in Abschnitte unterschiedlicher Größe, die in häufig verwendeter hexadezimaler Notation mit tiefgestelltem Buchstaben H gekennzeichnet werden. Die 8 KB umfassende und auf Festwertspeicher untergebrachte Systemsoftware nebst BASIC-Interpreter befindet sich im untersten Adressbereich von 0000H bis 1FFFH. Daran schließt sich ein freier Block bis 3FFFH an, der von 64-KB-Speichererweiterungen genutzt werden kann. Im Bereich von 4000H bis 43FFH befindet sich der im ZX81 verbaute statische Arbeitsspeicher mit einer Kapazität von 1 KB, beim TS1000 mit seinen 2 KB RAM entsprechend von 4000H bis 47FFH. Beim Einsatz einer steckbaren RAM-Erweiterung wird diese ebenfalls bei 4000H eingeblendet und reicht je nach Größe bis zur Adresse FFFFH. Dabei kann nicht der gesamte Adressraum benutzt werden, da die Systemsoftware ab C000H die Videodaten zum Auslesen durch die CPU einblendet. Der im Computer verbaute Arbeitsspeicher wird bei Benutzung von Speichererweiterungen abgeschaltet. Im RAM ab Adresse 4000H hält die Systemsoftware 125 Bytes an Variablen, den Eingabepuffer, den Systemstack, die vom Benutzer einzugebenden BASIC-Programme und daran unmittelbar anschließend die Bildschirmdaten (minimal 25 Bytes, maximal 793 Bytes) vor.

### Grafik
→ Platine eines ZX81

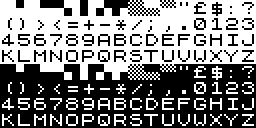
Zeichensatz des ZX81

Die Schwarzweiß-Bildschirmausgabe des ZX81 erfolgt standardmäßig mit schwarzen Zeichen auf weißem Grund über einen koaxialen HF-Antennenanschluss. Dabei koordiniert die Systemsoftware das Zusammenarbeiten der CPU mit dem ULA-Spezialchip, der die eigentliche Bildaufbereitung übernimmt und über den TV-Modulator ausgibt. Die CPU dient lediglich zum Übergeben der im Arbeitsspeicher hinterlegten Bilddaten, da einzig und allein die CPU auf die Inhalte des RAM zugreifen kann.
Der im ULA-Spezialchip enthaltene Bildgenerator ermöglicht für 192 Fernsehzeilen jeweils die Ausgabe von 256 Bildpunkten. Die Systemsoftware nebst BASIC-Interpreter unterstützt dabei nur Elemente mit einer Größe von 8×8 und 4×4 Bildpunkten, ausreichend für einen Textmodus mit 32×24 Zeichen und Blockgrafik mit 64×48 Pixeln (engl. picture cell, Grafikblock). Dazu stellt der ZX81 neben den alphanumerischen auch grafische Zeichen bereit. Dieser Zeichensatz ist jedoch nicht ASCII-konform, was den Austausch mit Grafikdaten anderer Computer und die Ansteuerung von Druckern deutlich erschwert. Bei Computer-Konfigurationen mit mindestens 16 KB RAM kann der Zeichensatz vom Anwender ersetzt werden.
Bei Computermodellen mit weniger als 4 KB Arbeitsspeicher werden die Bildschirmzeilen verkürzt im RAM abgelegt, indem alle rechtsstehenden Leerzeichen einer Zeile weggelassen werden. Diese von der Systemsoftware automatisch durchgeführte Datenreduktion ermöglicht eine effizientere Nutzung des Arbeitsspeichers. Durch entsprechende Steuerzeichen fallen für einen vollständig geleerten Bildschirm damit lediglich 25 Bytes an Daten an. Ein ausgefüllter Bildschirm ohne Leerzeichen dagegen führt zu 793 Bytes an Bildschirmdaten, womit bei Geräten mit 1024 Bytes RAM nicht viel Platz für das Programm des Anwenders bleibt. Neben der Belegung des ohnehin knappen Speichers wird zudem die CPU durch die Bilderzeugung stark beansprucht, so dass je nach Darstellungsmodus bis zu 75 Prozent der Rechenleistung dafür aufgebraucht werden. Im Slow Mode genießt die interruptgesteuerte Bilderzeugung höchste Priorität. Anwenderprogramme werden nur dann ausgeführt, wenn die Bilddarstellung bereits abgeschlossen worden ist. Dieser Modus führt zu einem flackerfreien Bild, es verbleiben jedoch lediglich 25 Prozent der CPU-Rechenleistung für die Aufgaben des Anwenders. Im Fast Mode wird dagegen zunächst das auszuführende Programm abgearbeitet und erst nach spezieller Freigabe mit der – nun nicht mehr flackerfreien – Bilddarstellung begonnen beziehungsweise sie wird fortgesetzt. Der Anwender kann je nach Aufgabenstellung zwischen diesen beiden Modi wählen. Eine Ausnahme bildet ein Datentransfer über die Kassettenschnittstelle. In diesem Fall schaltet die Systemsoftware automatisch in den Fast Mode, um eine stabile Datenübertragungsrate zu gewährleisten.
Die von der Systemsoftware nicht unterstützten hochaufgelösten Grafikmodi mit 192×256 Pixeln erfordern entsprechende Treiberprogramme von Drittherstellern und zusätzlich etwa 6 KB Arbeitsspeicher, womit zum Betrieb eine Speichererweiterung unumgänglich ist (mit Ausnahme des WRX Hi-Res-Treibers). Die beiden Betriebsarten True Hi-Res und Pseudo Hi-Res basieren auf Grafikzeichen. Lediglich bei True Hi-Res sind die Positionen der Pixel frei wählbar. Das in der Positionierung der Pixel eingeschränkte Pseudo Hi-Res funktioniert dagegen ohne Hardware-Modifikationen an der Speichererweiterung.

### Schnittstellen
→ Platine eines ZX81
Durch das Fehlen eines PIO-Bausteins sind beim ZX81 keine seriellen oder parallelen Schnittstellen vorhanden. Lediglich der nach außen geführte Systembus kann als 46-poliger Erweiterungssteckplatz genutzt werden. Klinkenbuchsen dienen zum Anschluss eines handelsüblichen Kassettenrekorders und als Netzteileingang.

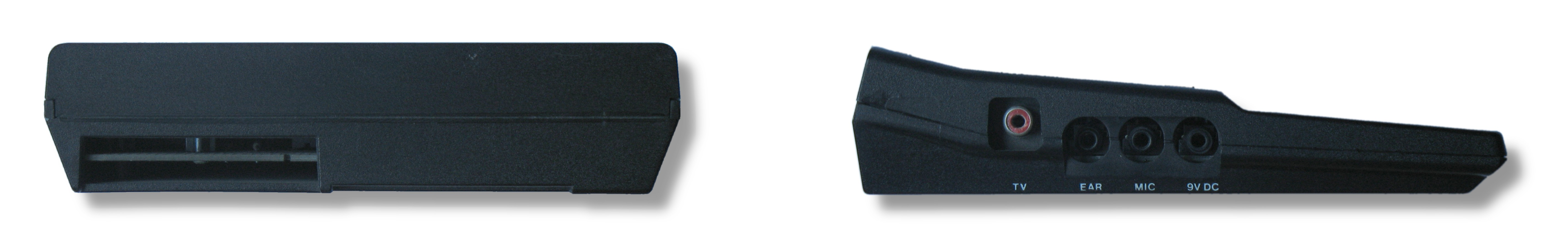
Die Schnittstellen des ZX81: Erweiterungsport, Anschluss für Fernseher (TV), Kassettenrekorder (EAR, MIC) und Netzteil (9 V DC)

## Peripherie

### Massenspeicher
In Zusammenhang mit vor allem westlichen Heimcomputern der 1980er-Jahre kamen zur Datensicherung hauptsächlich Kassettenrekorder und Diskettenlaufwerke, im professionellen Umfeld bei den Personalcomputern zunehmend auch Fest- und Wechselplattenlaufwerke zum Einsatz. Die günstigste Variante der Datenaufzeichnung durch Kompaktkassetten hat im Allgemeinen den Nachteil niedriger Datenübertragungsraten und damit langer Ladezeiten, wohingegen die wesentlich schnelleren und verlässlicheren Disketten- und Plattenlaufwerke sehr viel teurer in der Anschaffung waren. Bei Erscheinen des ZX81 standen diesem lediglich Kassettenrekorder als Massenspeicher zur Verfügung.

#### Kassettensysteme
Der ZX81 verfügt ab Werk über eine Kassettenschnittstelle (Mono-Klinkenbuchse) zum Aufzeichnen und Auslesen von Daten durch handelsübliche Kassettenrekorder. Als Speichermedien dienen entsprechende Kompaktkassetten. Die Datenübertragungsrate beträgt standardmäßig durchschnittlich 300 Bit/s. Zur Gewährleistung einer verlässlicheren Aufzeichnung und damit auch zur Austauschbarkeit von Kassetten verschiedener Geräte wird die Benutzung entweder von Mono-Geräten oder von aussteuerbaren Stereogeräten mit korrekt eingestelltem Magnetkopf empfohlen. Zur Steigerung der Datenübertragungsrate wurden von Drittherstellern verschiedene Zusätze angeboten. Beispielsweise können mit QSAVE – einem zwischen Kassettenbuchse des Computers und Datenrekorder geschalteter Hardware-Bandfilter – Daten mit Raten von bis zu 3000 Bit/s übertragen werden.
Das kurz nach Markteintritt des ZX81 bereits erhältliche Kassetteninterface ZX-99 von Data-Assette ermöglicht die Ansteuerung von zwei bis zu vier Kassettenrekordern gleichzeitig. Es sind direkte und gepufferte Kopien zwischen den einzelnen Kassettenrekordern möglich, wobei die Steuerung über BASIC-Befehle des ZX81 erfolgt. Entsprechende Treibersoftware wird durch ein 2 KB umfassendes ROM von der Erweiterung bereitgestellt. Die Übertragungsrate von 300 Bit/s entspricht der der ZX81-Systemsoftware. Daneben enthält die Erweiterung eine RS-232-Schnittstelle mit integriertem ASCII-Konverter zur Textausgabe auf entsprechenden Druckern.

#### Diskettensysteme
Bereits im Jahre 1982 kamen von Drittherstellern einfache Diskettensysteme zur Benutzung mit dem ZX81 auf den Markt. Das Macronics Disc System ist ein Disketteninterface, das auf der Shugart-Schnittstelle basiert. Es erlaubt die Benutzung von entsprechenden 5¼-Zoll-Laufwerken (SA-400) nebst hardsektorierten Disketten. Die Steuerung erfolgt über auf einem 2 KB EPROM bereitgestellte Systemsoftware mit zehn verschiedenen Befehlen. Durch die einfache elektronische Ansteuerung ohne speziellen Floppy-Disk-Controller beträgt die Speicherkapazität pro Diskettenseite lediglich 42,5 KB bei 35 Spuren und 48,75 KB bei 40 Spuren verbunden mit einer mittleren Datenübertragungsrate von etwa 3000 Bit/s. Daneben verfügt die Erweiterung über eine RS232-Schnittstelle zur Ansteuerung von entsprechenden Druckern. Das LarKen 1000-Diskettensystem besitzt mit einer Speicherkapazität von etwa 46 KB pro Diskette etwa die gleichen Leistungsmerkmale wie das Macronics Disk System, umfasst jedoch eine umfangreichere und leichter zu bedienende Systemsoftware. Später herausgebrachte Geräte wie beispielsweise die vom Unternehmen Metrimpex erzielen Speicherkapazitäten von bis zu 200 KB pro Datenträger.

### Drucker

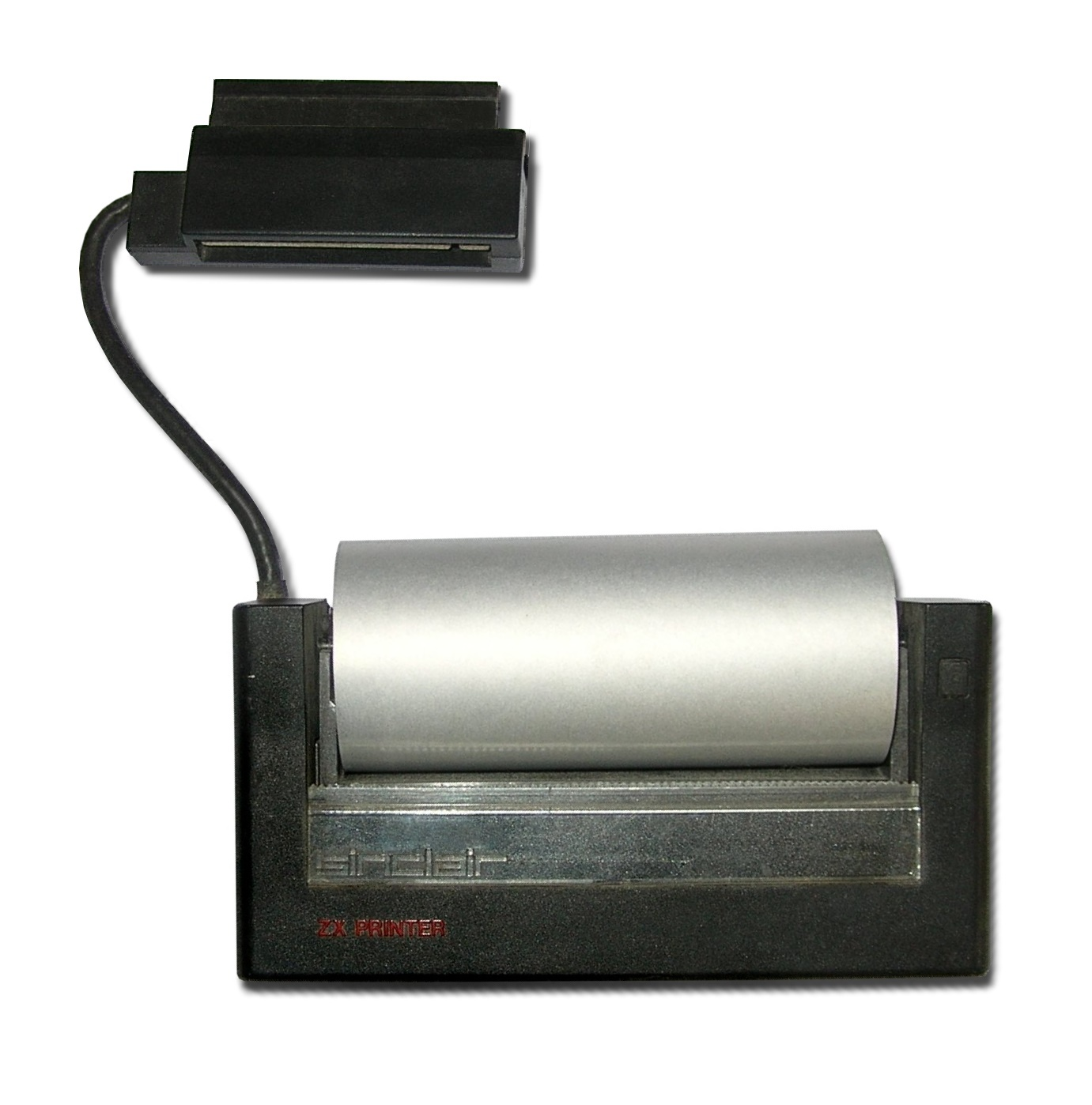
Der Elektro-Erosionsdrucker des ZX81 mit eingelegter Papierrolle und Steckverbinder für den Erweiterungsport

Zu dem von Sinclair für den ZX81 gelieferten Zubehör zählt ein am Expansionsport anzuschließender Elektro-Erosionsdrucker. Dessen Ausdrucke mit einer maximalen Breite von 32 Zeichen à 8×8 Druckpunkte erfolgen auf schwarzem, einseitig metallisiertem Rollenpapier. Beim Drucken wird das Papierband zwischen einem Paar gegenüberliegender Nadelelektroden, die sich auf einem beweglichen Schlitten befinden, hindurchgeführt. An der Position eines zu setzenden Druckpunktes wird anschließend ein elektrischer Funkenüberschlag (Lichtbogen) zwischen den beiden Elektroden erzeugt. Die helle metallische Beschichtung wird dabei an der Durchschlagstelle verdampft (erodiert) und das dahinter befindliche und unversehrt gebliebene Papier kommt in Form eines schwarzen Punktes zum Vorschein.
Die Ansteuerung des Druckers ist gänzlich mit Hilfe der Systemsoftware des ZX81 möglich. Vermittels des durchgeschleiften Expansionsportes am Stecker des Druckers können mit dem Gerät gleichzeitig weitere Zusätze wie etwa Speichererweiterungen betrieben werden. Durch die minderwertige Mechanik und Qualitätsschwankungen beim Druckpapier sind die erzielten Ergebnisse von unterdurchschnittlicher Qualität. Dennoch ist das Schriftbild lesbar und für den Ausdruck von Programmen zu Archivierungszwecken geeignet, solange das Papier nur geringer Luftfeuchtigkeit ausgesetzt bleibt. Textverarbeitungstaugliche Drucker waren zur selben Zeit um ein Vielfaches teurer, so dass der von Sinclair Computers Ende 1981 anfänglich für nur 49,95 £ angebotene Drucker trotz seiner sehr eingeschränkten Möglichkeiten bis zum Produktionsende Anfang 1984 weite Verbreitung fand. Die Herstellung erfolgte durch Timex Corporation im schottischen Dundee.
Eine Weiterentwicklung des Sinclair-Druckers stellt der ursprünglich nur für den nordamerikanischen Vertrieb gedachte Timex Sinclair 2040 dar, der später auch in Europa als Alphacom 32 für 60 £ verkauft wurde. Durch die Benutzung weißen Thermopapiers und ausgereifterer Ansteuerungstechnik wird ein besseres Druckbild in dazu noch kürzerer Zeit als beim Vorgänger erzielt. Daneben ist der Normalpapier verwendende, aber langsame und laute Unihammer-Drucker GP-50S von Seikosha ebenfalls mit dem ZX81 ohne Zusatzsoftware benutzbar.

### Tastatur

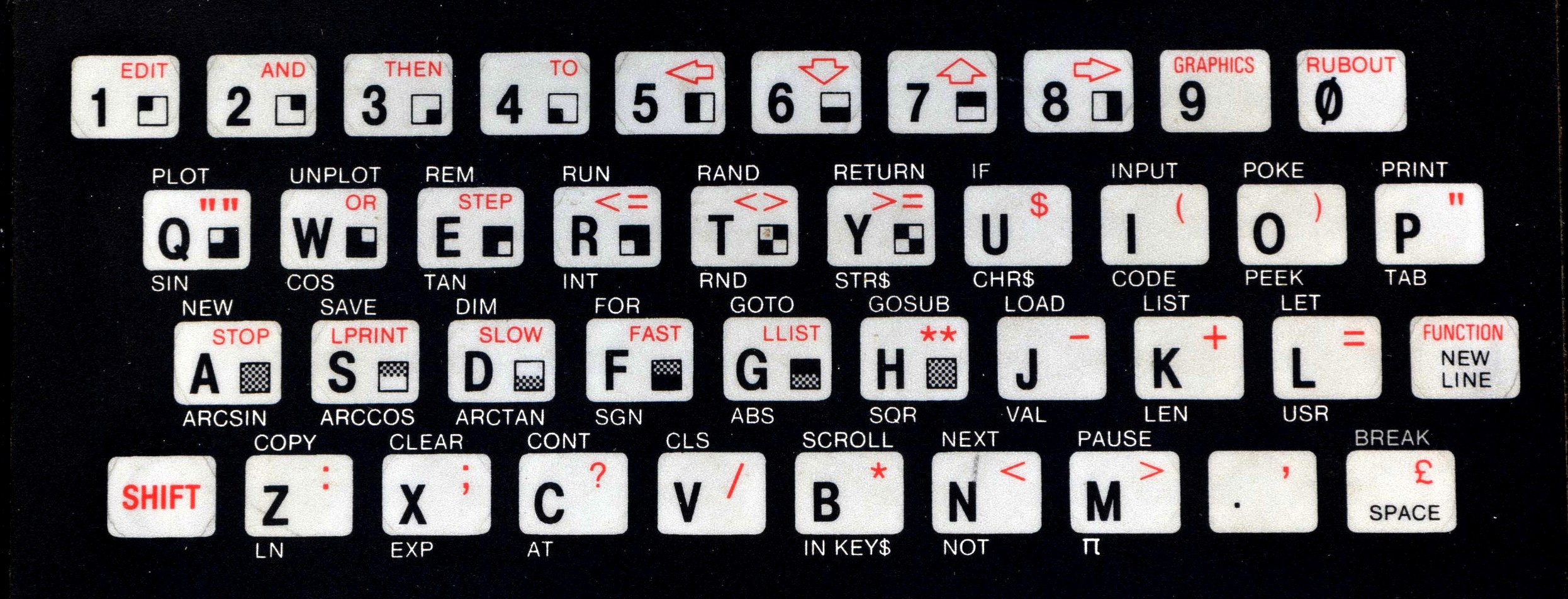
Folienflachtastatur des ZX81

Die im ZX81 verbaute Folientastatur in QWERTY-Anordnung verfügt über 40 Tasten gleicher Größe in vier zueinander leicht versetzten Zeilen mit jeweils 10 Tasten. Die Leertaste befindet sich im Gegensatz zu den meisten anderen Computertastaturen in der rechten unteren Ecke. Neben den alphanumerischen Zeichen können über die Tasten Shift und Function 20 grafische Sonderzeichen und die BASIC-Befehle eingegeben werden. Neuartig an der Tastatur des ZX81 war, dass Befehle nicht Buchstabe für Buchstabe eingegeben werden mussten, sondern über eine entsprechende Tastenkombination als Ganzes in die Eingabezeile gestellt wurden.
Die Tastatur besteht aus drei übereinandergeklebten Kunststofffolien. An der oberen und unteren Folie befinden sich unter den Tasten metallische Kontakte, die nach einem bestimmten Schema miteinander verschaltet sind. Die mittlere dicke und elastische Folie dient als elektrische Trennschicht und Rückstellfeder. An der Position der Tasten weist sie Löcher auf, deren Abmessungen groß genug sind, um bei Tastendruck einen Stromfluss über die Kontakte der oberen und unteren Folie zu ermöglichen. Da die als Schließer arbeitenden Tasten unergonomisch sind und über keinen Druckpunkt verfügen, ist ein effizientes und längeres Arbeiten mit der Tastatur nur eingeschränkt möglich. Viele Benutzer rüsteten daraufhin mit Hilfe von Aufsatzerweiterungen auf oder benutzten eine extern angeschlossene, vollwertige Tastatur von Drittherstellern.

## Erweiterungen
Für den ZX81 erschienen viele Erweiterungen und Umrüstbausätze unterschiedlichen Umfangs, wobei im Folgenden nur die wichtigsten aufgezählt werden.

### Speichererweiterungen

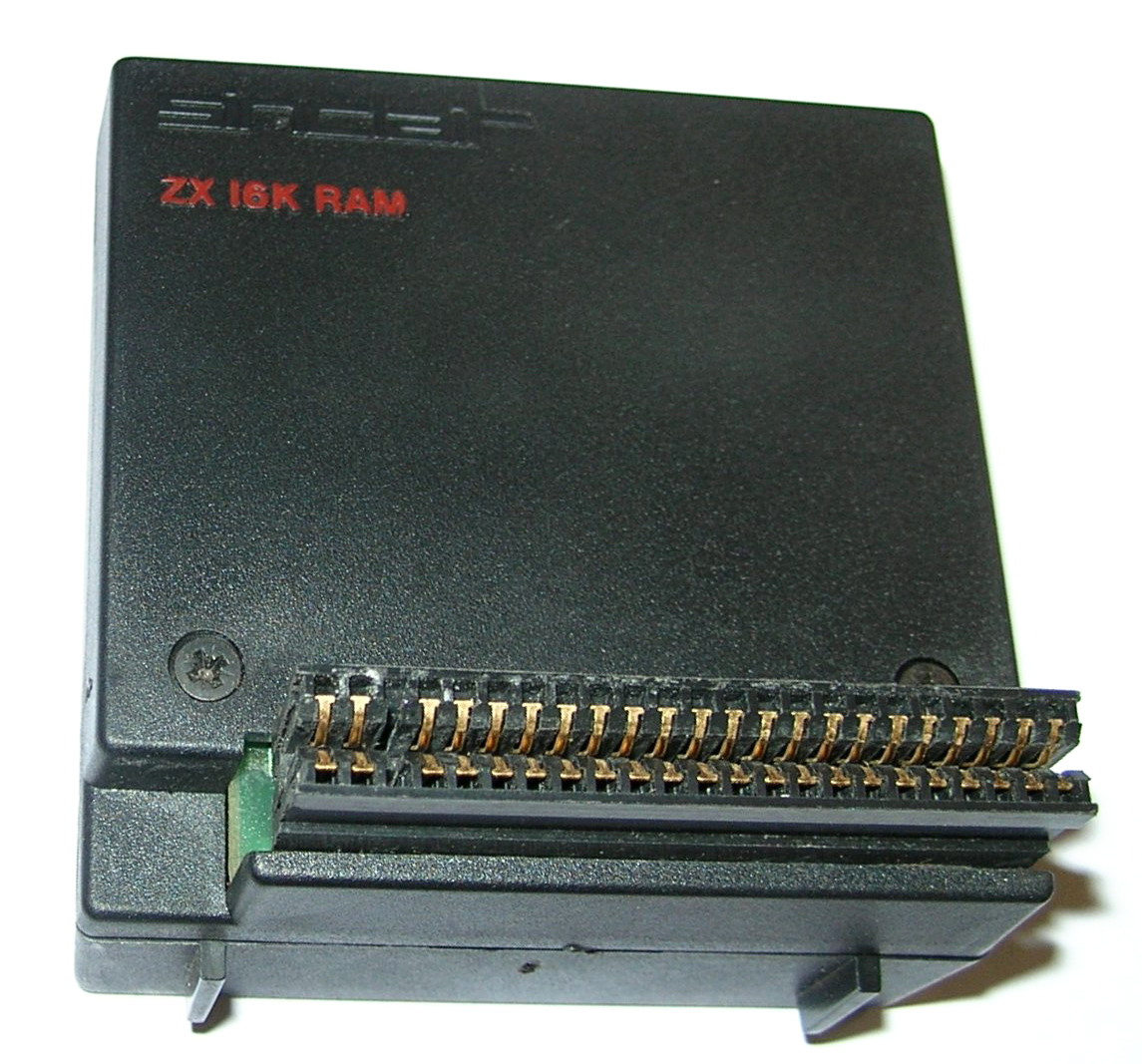
16-KB-Speicherweiterung von Sinclair

Der dem Preisdruck geschuldete, sehr knapp bemessene Arbeitsspeicher von lediglich 1 KB ist für die meisten Programmierprojekte bei weitem nicht ausreichend. Neben den Programmdaten des Anwenders befinden sich im RAM die Bildschirmdaten (minimal 25 Bytes, maximal 793 Bytes) und die Systemvariablen (125 Bytes). Bei vollständig gefülltem Bildschirm stehen somit lediglich etwa 100 Bytes zur freien Verfügung, was selbst bei kleineren Anwendungen Speicheraufrüstungen unumgänglich macht. Das kurz nach Verkaufsstart des ZX81 von Sinclair für 49,95 £ angebotene 16-KB-Speichermodul wird über den Erweiterungssteckplatz genutzt. Allerdings ist durch die mangelnde Passgenauigkeit und durch oxidativ verursachte Kontaktprobleme selbst bei kleinsten Erschütterungen – wie sie beim normalen Computergebrauch auftreten können – häufig ein vollständiger Ausfall und damit Datenverlust verbunden. Zudem verfügt Sinclairs Erweiterung nicht über einen durchgeschleiften Steckplatz, so dass eine Hintereinanderschaltung unmöglich ist und damit maximal auf 16 KB RAM aufgerüstet werden können. Aus diesem Grund und wegen gesunkener Preise griffen viele Anwender zu Speichererweiterungen von Drittherstellern.
Eine hochwertiger verarbeitete Speichererweiterung wurde beispielsweise vom Dritthersteller Memotech angeboten. Dessen Erweiterungen verfügen zudem über einen durchgeschleiften Erweiterungsport, womit mehrere Speichermodule à 16 KB hintereinandergesteckt oder mit anderen Erweiterungen von Memotech kombiniert werden können. Allerdings muss der Adressraum, in dem sie jeweils eingeblendet werden sollen, zuvor vom Benutzer über am jeweiligen Modulgehäuse befindliche DIP-Schalter eingestellt werden. Neben den 16-KB-Erweiterungen lieferte Memotech wenig später auch Versionen mit 32 KB und 64 KB RAM.

### Grafikmodifikationen
Zur Verbesserung der Grafikfähigkeiten waren ab 1982 eine Vielzahl an Erweiterungen unter anderem für farbige Darstellung und zur Benutzung von hochaufgelöster Grafik oder Kombinationen davon erhältlich. Das am Expansionsport zu betreibende und mit eigenem Farbspeicher versehene Color Board von Haven Hardware kam 1982 in den Handel. Mit Hilfe entsprechender POKE-BASIC-Befehle können die Zeichen des ZX81 in 16 verschiedenen Farben ausgegeben werden. Dieser Standardzeichensatz kann mit Hilfe des von Kayde Electronic Systems ab 1982 angebotenen 4K Graphics ROM Board auf 900 Grafiksymbole erweitert werden. Die darin enthaltenen Symbole waren zusammen mit einer 16-KB-Speichererweiterung häufig unerlässlich zum Spielen der von Kayde vertriebenen Arcade-Umsetzungen Peckman (Pac-Man), Centipede und Space Invaders. Zur Darstellung hochaufgelöster Grafik waren verschiedene Zusätze erhältlich. Durch das HRG-Interface von Memotech beispielsweise ist es möglich, hochaufgelöste Grafik mit 192×248 Pixeln auf dem ZX81 darzustellen. Die ab 1982 verkaufte Erweiterung enthielt in einem 2-KB-EPROM die notwendige Treibersoftware mit entsprechenden BASIC-Befehlen zum Setzen von Punkten, Ziehen von Linien usw. Zudem ist horizontale und vertikale Feinverschiebung (Scrolling) möglich.

### Geräte zur Tonerzeugung
Der ZX81 wurde ab Werk ohne Möglichkeiten zur Tonerzeugung ausgeliefert. Da die Verfügbarkeit von Spielen und damit verbundener Toneffekte auch für ZX81-Benutzer eine nicht unerhebliche Rolle spielte, wurden von Drittherstellern Erweiterungen unterschiedlichsten Umfangs angeboten. Viele dieser Zusätze benutzen die programmierbaren Spezialbausteine der AY-3-891X-Familie von General Instrument und gängige Sprachsyntheseelektronik. Zu den bekanntesten Erweiterungen für Musik- und Geräuscherzeugung gehören die ZXM Soundbox (AY-3-8912, eingebauter Verstärker und Lautsprecher) und der ZXS Speech Synthesizer von Timedata Ltd., die in Zeitschriften oft beworbene SON X-81 (AY-3-8912, eingebauter Verstärker und Lautsprecher) von Bi-Pak und – als eines der ersten angebotenen – das QS Sound Board (AY-3-8910, Tonausgabe extern) von Quicksilva.

### Ein- und Ausgabezusätze
Der ZX81 verfügt über keine elektronischen Baugruppen zur Steuerung von Ein- und Ausgaben, wie sie beispielsweise Joystick- oder Standard-Peripherieanschlüsse benötigen. Entsprechende Erweiterungen beispielsweise zum Ergänzen von RS232- oder Centronics-Schnittstellen können nachgerüstet werden. Zu den bekanntesten zählen I/F Centronics von Memotech, das später auch mit Tastaturpuffer Buffer Pak für Memotechs externe Tastatur erhältlich war. Daneben existieren weitere wie der als Bausatz erhältliche Input-Output Port von Maplin, der ZX81 Input/Output Controller TE10 von Thurnall Electronics und beispielsweise ein von Kempston Micro Electronics umgerüsteter Competition-Pro-Joystick zum Einsatz mit Spielen.

## Software
Wie bei anderen Heimcomputern der 1980er-Jahre auch erfolgte der Vertrieb kommerzieller Software auf verschiedenen Datenträgern. Die insbesondere bei Spieleherstellern beliebten preiswerten Kompaktkassetten waren durch die starke mechanische Beanspruchung des Magnetbandes allerdings sehr anfällig für Fehler und ihr Einsatz war oft mit langen Ladezeiten verbunden. Bei den in der Herstellung vielfach teureren Steckmodulen dagegen standen die darin enthaltenen Programme sofort nach dem Einschalten des Computers zur Verfügung, was insbesondere bei Systemsoftware und oft genutzten Anwendungen von großem Vorteil war. Den besten Kompromiss zwischen Ladezeit, Verlässlichkeit und Speicherkapazität erzielten die Disketten. Die im Jahr 1982 noch sehr kostspieligen Diskettenlaufwerke wurden für den ZX81 kaum unterstützt.
Die Programmpalette für die ZX81-Computer umfasste neben der von Sinclair Research vertriebenen Auswahl kommerzieller Programme aller Art auch eigenentwickelte und in Zeitschriften und Büchern publizierte Software (Listings) zum Abtippen. Die meisten der kommerziellen Programme wurden auf Kompaktkassette angeboten, einige wenige waren auf Steckmodul erhältlich.
Von der in Umlauf befindlichen Software machten illegale Kopien („Raubkopien“) stets einen großen Teil aus und stellten damit kleinere Softwareentwickler häufig vor existentielle wirtschaftliche Schwierigkeiten. Daraufhin wurden zunehmend Kopierschutzsysteme insbesondere bei Spielen als der meistverkauften Software eingesetzt.

### Systemprogramme
Die Konfiguration der ZX81-Hardware, wozu auch die Ansteuerung der Kassettenschnittstelle gehört, fällt in den Aufgabenbereich des Betriebssystems Sinclair OS. Es handelt sich dabei um eine von Nine Tiles Networks Ltd. vorgenommene Weiterentwicklung des Betriebssystems vom ZX80. Zur Optimierung des Zusammenwirkens mit dem ebenfalls auf dem ZX81-ROM befindlichen Sinclair-BASIC-Interpreter und des Druckertreibers sind alle Einzelbestandteile programmtechnisch sehr eng miteinander verwoben.

### Sinclair BASIC
Zur Vermarktung des ZX81 als massentauglicher Lerncomputer legte man bei der Entwicklung besonderes Augenmerk auf eine im Gerät integrierte und leicht zu erlernende Programmiersprache. Das bereits im ZX80 verbaute Sinclair-BASIC, eine unvollständige Adaption des ANSI Minimal BASIC, wurde daraufhin grundlegend überarbeitet und der das BASIC enthaltende Festwertspeicher auf 8 KB vergrößert. Die Ausführung der Programmierarbeiten wurde dem Unternehmen Nine Tiles Networks Ltd. übertragen, die umfangreiche Erweiterungen sowohl am Interpreter als auch am Editor zum Eingeben und Korrigieren der Programmdaten vornahm. Zu den grundlegenden Neuerungen gehörten vereinfachte Editiermöglichkeiten und die Fehlerauswertung bereits nach Eingabe einer Programmzeile. Letzteres stellte ein Novum für Interpretersprachen im Heimcomputerbereich dar, für die bis dahin eine Fehleranalyse selbst für erfahrene Programmierer mit größerem Aufwand verbunden war. Daneben wurde eine vollwertige Fließkommaarithmetik und Kommandos zum Bedienen des Sinclair-Druckers integriert. Das Sinclair-BASIC entspricht nicht dem damals gängigen De-facto-Standard in Form des Microsoft BASIC – es handelt sich vielmehr um einen eigenen Dialekt. Auf dem ZX81 erstellte Sinclair-BASIC-Programme sind ohne zusätzliche Modifikationen damit nicht auf anderen Computern lauffähig.
Zur Erhöhung der Ausführungsgeschwindigkeit von BASIC-Programmen können diese durch Compiler in ausführbare, d. h. ohne BASIC-Interpreter lauffähige Maschinencodeprogramme umgewandelt werden. Der Umfang der unterstützten BASIC-Befehle und Variablen ist jedoch eingeschränkt. Einer der bekanntesten Compiler ist der M-Coder von P.S.S.

### Anwendungen und Spiele
Neben dem Sinclair-BASIC stehen für den ZX81 die Programmiersprachen ZX Forth von Sinclair Research und der auf Steckmodul erschienene Z80-Assembler von Memotech zur Verfügung.
Den mit Abstand größten Teil der sowohl kommerziellen als auch frei erhältlichen ZX81-Software stellen die Spiele dar. Darunter befinden sich in erster Linie Arcade-Umsetzungen, aber auch genredefinierende Originale wie 3D Monster Maze als Begründer der dreidimensionalen Labyrinthspiele. Insgesamt erschienen etwa 100 Spiele unterschiedlicher Hersteller, darunter Manic Miner, Mazogs, Pimania sowie einfache Schieß-, Text- und Schachspiele (1K ZX Chess).

### Maschinencode
Mit den Sinclair-BASIC-Befehlen PEEK (englisch für ‚spähen‘) und POKE (englisch für ‚stupsen‘) können Speicherstellen ab der Adresse 16384D (4000H) direkt gelesen oder beschrieben werden.  Damit können beispielsweise Bildschirmdaten direkt ausgelesen oder verändert werden oder Programme in Maschinencode direkt in den Speicher geschrieben und ausgeführt werden.

## Zeitschriften
In den 1980er-Jahren spielten neben den Fachbüchern die Computerzeitschriften für viele Heimcomputerbesitzer eine große Rolle. Die häufig monatlich erschienenen Ausgaben enthielten Testberichte zu Neuheiten, Programmieranleitungen und Software zum Abtippen. Sie dienten weiterhin als Werbe- und Informationsplattform sowie zur Kontaktaufnahme mit Gleichgesinnten.
Für die ZX81-Benutzer waren verschiedene auf ihre Bedürfnisse zugeschnittene Kiosk- und Abonnement-Publikationen erhältlich. Zu den bekanntesten kommerziellen Computermagazinen zählen Sinclair User, Sinclair Programs und Sinclair Projects. Speziell für deutsche Interessenten erschien in Westdeutschland die deutschsprachige Zeitschrift ZX User Club.

## Emulation
Nach dem Ende der Heimcomputerära Anfang der 1990er-Jahre und mit dem Aufkommen leistungsfähiger und erschwinglicher Rechentechnik Ende der 1990er-Jahre wurden von engagierten Enthusiasten verstärkt Programme zum Emulieren von Heimcomputern und deren Peripherie entwickelt. Zum Spielen alter Klassiker verschiedenster Heimcomputersysteme reicht mithilfe der Emulatoren ein einzelnes modernes System mit Datenabbildern („Images“) der entsprechenden Heimcomputerprogramme. Das Aufkommen der Emulatoren setzte damit u. a. ein verstärktes Transferieren von sonst möglicherweise verloren gegangener Software auf moderne Speichermedien in Gang, womit ein wichtiger Beitrag zur Bewahrung „digitaler Kultur“ geleistet wird.
Als leistungsfähigste Emulatoren gelten der im Webbrowser lauffähige Java-basierte Timex/Sinclair 1000 Emulator und der für Linux und andere Systeme erhältliche ZEsarUX.

## Rezeption

### Zeitgenössisch
Bei Erscheinen des ZX81 fielen die Beurteilungen unterschiedlich aus. Die Kritiken reichten dabei von vollständiger Ablehnung als „überteuerte Spielkonsole“ über „als Lehr- und Lernhilfsmittel wird der ZX 81 voll verwendungsfähig“ bis hin zu euphorischen Betitelungen als „Meilenstein, was Integration von Computertechnologie betrifft.“
Positiv aufgenommen wurde die Beseitigung der Mängel des Vorgängermodells bei gleichzeitig kompakt gebliebenen Abmessungen und besserer Verarbeitung. Auch das erweiterte BASIC mit seiner einsteigerfreundlichen Fehlerbehandlung und ausführlichen Dokumentation wusste zu gefallen. Bemängelt wurde nahezu einstimmig die für längeren Gebrauch nicht geeignete und auch nicht ASCII-konforme Tastatur. Ebenso kritisiert wurde die geringe Ausführungsgeschwindigkeit des BASIC und seine Inkompatibilität zum damaligen De-facto-Standard des Microsoft BASIC. Aufgrund der minimalen Ausstattung und einer nur bedingten Erweiterbarkeit wurde der ZX81 hauptsächlich als Einsteigermodell charakterisiert. Für einen derart niedrigen Preis könne man mit einem Kauf eigentlich nichts falsch machen und beispielsweise Kindern („Children will love the ZX81“) damit eine gute Gelegenheit zum Heranführen an die Computerwelt bieten, so die einhellige Meinung aller Rezensenten.

### Retrospektiv
Bereits kurz nach Produktionsende Mitte der 1980er-Jahre wurde der Rechner als „ein Klassiker unter den Heimcomputern“ bezeichnet, der „absolut billig“ sei und dennoch eine „große Leistung“ erbringe.
Der ZX81 wird mittlerweile von Internetseiten, Zeitschriften und Büchern wieder verstärkt wahrgenommen und rückblickend übereinstimmend neben dem ZX80 als erster preiswerter Heimcomputer eingeordnet („Den ZX81 kann sich jeder leisten“). Selbst „ohne Farbe, Ton und Joystick“ sei der „Minirechner“ und „verbesserte ZX80 zum reduzierten Preis“ sogar „als Spielgerät von Bedeutung gewesen.“ Der ZX81 habe den Computermarkt den Massen und damit völlig neue Perspektiven eröffnet:

“While its successor, the Sinclair Spectrum, got the nation playing computer games, the ZX81 was the tipping point that turned the home computer from nerd hobby into something anyone could buy and use.”

„Während sein Nachfolger, der Sinclair Spectrum, die Nation zum Spielen von Computerspielen brachte, war der ZX81 der Wendepunkt, der den Heimcomputer vom Hobby für Nerds zu etwas werden ließ, das jeder kaufen und benutzen konnte.“

Ursächlich für diesen großen Erfolg sei die korrekte Marktanalyse seitens Sinclair Research gewesen, dass die Zukunft der Heimcomputerbranche in der Massenproduktion von einsteigerfreundlichen Geräten mit entsprechend niedrigen Verkaufspreisen liege. Die Kombination von technischen Innovationen (ULA-Baustein) und Billigkomponenten zur kompromisslosen Preissenkung, eine eingebaute höhere Programmiersprache und massive Werbung als Zukunftsprodukt hätten sich dabei als die richtige Vorgehensweise zur erfolgreichen Vermarktung erwiesen.
Darüber hinaus entwickelte sich im Fahrwasser des ZX81-Erfolgs eine ganze Industrie von Zulieferern. Gedruckte Publikationen speziell zu Computerthemen kamen auf und viele bekannte Softwarehersteller unternahmen ihre ersten Gehversuche. Der bis dahin eher Spezialisten vorbehaltene Computermarkt war zu einer ernstzunehmenden Branche mit Millionenumsätzen in der Unterhaltungsindustrie aufgestiegen („More importantly, a new consumer electronics category was born“). Der Erfolg des ZX81 etablierte Sinclair Research endgültig als festen Bestandteil der bis dahin ausschließlich aus US-Unternehmen wie Apple, Atari, Commodore und Tandy bestehenden Riege von Heimcomputerherstellern. Für den Gründer von Sinclair Research und treibende Kraft hinter all den Neuerungen, Clive Sinclair, sollte sich der Erfolg nicht nur finanziell auszahlen. Neben Gewinnbeteiligungen in Millionenhöhe wurde ihm im Juni 1983 zudem die englische Ritterwürde zuteil.